# Bołbasowo
Bołbasowo (biał. Балбасава) – osiedle typu miejskiego na Białorusi, w obwodzie witebskim w rejonie orszańskim. Około 5,5 tys. mieszkańców (2010).
Znajduje tu się przystanek kolejowy Zorny, położony na linii Orsza – Mohylew. W pobliżu leży lotnisko Bołbasowo.
Pierwsze wzmianki o osadzie z 1598 roku. Do 1952 miejscowość nosiła nazwę Bołbasowo, w latach 1952–1996 Miasteczko wojskowe nr 20 (военный городок № 20). W 2000 otrzymała status osiedla typu miejskiego.